# Francis Beaufort
Francis Beaufort (Navan, 7 mei 1774 - Hove, 17 december 1857) (uitspraak /'boʊfət/) was een Britse admiraal, die met name bekend is geworden door de naar hem vernoemde schaal voor windkracht, de schaal van Beaufort. De Beaufortzee is ook naar hem vernoemd, evenals Beaufort eiland in de Rosszee.
Beaufort werd geboren in County Meath, Ierland, als zoon van Daniel Augustus Beaufort, de dominee in Navan. Hij begon zijn nautische carrière op 13-jarige leeftijd, toen hij zich inscheepte op de Oost-Indiëvaarder Vansittart. De reis ging naar het Verre Oosten. De bemanning had als opdracht een deel van Oost-Indië in kaart te brengen, maar door een slechte zeekaart liep het schip vast en leed de bemanning schipbreuk. Beaufort werd op het nippertje gered.
Hij was zeer geïnteresseerd in zijn omgeving; het in kaart brengen van gebieden vond hij zeer interessant en zijn ervaring met de schipbreuk maakte hem meer dan bewust van de waarde van een goede kaart, maar ook het weer fascineerde hem. Al op zijn 15e jaar startte hij met het bijhouden van een weer-logboek, waarin hij dagelijks een kort commentaar op de weersomstandigheden schreef.
Op 22-jarige leeftijd bereikte Beaufort de rang van luitenant ter zee. Hij diende toen op de H.M.S. Phaeton. In 1805 kreeg Beaufort het commando over de H.M.S. Woolwich, met als opdracht het uitvoeren van hydrografisch onderzoek in de streek bij de Rio de la Plata, in Zuid-Amerika. In deze jaren had hij al een eigen windschaal opgezet en een eigen wijze van het noteren van de weersomstandigheden. Deze gegevens hield hij bij in het scheepslogboek. Gedurende zijn verdere leven op zee zou Beaufort dit vol blijven houden.
In 1811 en 1812 was Beaufort als bevelhebber van de Fredericksteen in de oostelijke Middellandse Zee, waar hij hydrografisch onderzoek deed en waar hij piraten bestreed. De kaarten die door hem gemaakt waren van de zuidelijke Turkse kust werden beschouwd als de betere, zo niet de beste van dat gebied. Bij de redding van een groep zeelieden die voor onderzoek aan wal gegaan waren werd Beaufort gewond; een kogel beschadigde zijn heup zwaar. Dit zou het einde betekenen van zijn actieve leven op zee. Eind 1812 keerde hij met het schip terug naar Engeland.

## Na 1812
Alhoewel hij niet meer ging varen, bleef Beaufort in dienst van de marine. De publicatie van de Karamania, een verslag van zijn werk aan de Turkse kust trok de aandacht. Tussen 1812 en 1829 publiceerde Beaufort tientallen nieuwe kaarten. In 1829 werd Beaufort benoemd tot de Hydrographer van de marine. Vanaf deze post coördineerde hij het hydrografische onderzoek door de Britse marine. Onder de leiding van Beaufort werden vele reizen gemaakt door de Britse marine met als doel het onderzoeken en in kaart brengen van nog onbekende kusten. Beaufort zorgde ook voor veel exactere kaarten van de zeeën rond de Britse eilanden, alsmede van betrouwbare getijdentabellen. Hier, in het karteren, lag Beauforts grootste bijdrage aan de marine. De windschaal die naar hem genoemd is werd mede door zijn bijdrage in 1838 voor de marine geïntroduceerd, gezagvoerders dienden deze vanaf dat moment voor de beschrijvingen in hun logboek te gebruiken. Dit was overigens vijf jaar nadat al de door Beaufort ontwikkelde Weather Notation, de notatiewijze van het weer, verplicht gesteld was.
In 1846 werd sir Francis Beaufort gepromoveerd tot Rear Admiral, twee jaar later kreeg hij de titel van Knight Commander of the Bath. In 1855, op 81-jarige leeftijd ging hij na 68 dienstjaren met pensioen, twee jaar later overleed hij.

## Militaire loopbaan
- Midshipman:
- Luitenant: 10 mei 1796
- Commander: 13 november 1800
- Captain: 30 mei 1810
- Rear Admiral: 1 oktober 1846